# 陳榮盛 (音樂家)
陳榮盛（1930年11月26日—2014年），生於日治台灣新竹，教師與兒童音樂家。於1959年發表兒歌《娃娃國》，為台灣著名童謠。曾創辦竹塹盃兒童音樂比賽。

## 生平
生於新竹花園町117番號。1945年（昭和20年），畢業於新興國民學校高等科。同年，進入台灣總督府立台中師範豫科，曾師從張彩湘教授習鋼琴，亦師從內藤律子教授作曲。在二次大戰結束後，中華民國政府取得台灣後，於1950年（民國39年）畢業於台中師範，分發至宜蘭女子國校教書。
1952年，調回新竹東門國小任教。開始編寫兒童音樂教材，創作兒童音樂。1956年發表第一個作品《蝴蝶之歌》，被選入台灣省教育會編的《新選歌謠》。當時評審呂泉生曾指導其創作，之後陳榮盛發表多個作品。在1959年發表作品《娃娃國》，由陳榮盛作曲，周伯陽填詞，傳遍台灣各小學。1991年集結作品，編成《陳榮盛歌曲集》。
陳榮盛曾編寫12本兒童音樂教材，發表上百首曲子。他曾自費創辦竹塹盃兒童音樂比賽，以促進新竹的音樂學習風氣。